# Mont Otofuke
Le mont Otofuke (音更山, Otofuke-yama) est une montagne culminant à 1 932 m d'altitude dans les monts Ishikari de l'île de Hokkaidō au Japon.